# L'aire
L'aire és una escultura de plom o de bronze d'Aristides Maillol.
El 1938, Maillol va modelar en guix Dina Vierny, i se'n van fer motlles després de la mort de l'escultor. Es tracta d'una edició de sis peces, i actualment els exemplars són al Museu Kröller-Müller, a la Yale University Art Gallery, al Jardí de les Teuleries, al Museu J. Paul Getty, al Museu Norton Simon i Museu d'Art Kimbell.

## Galeria d'imatges

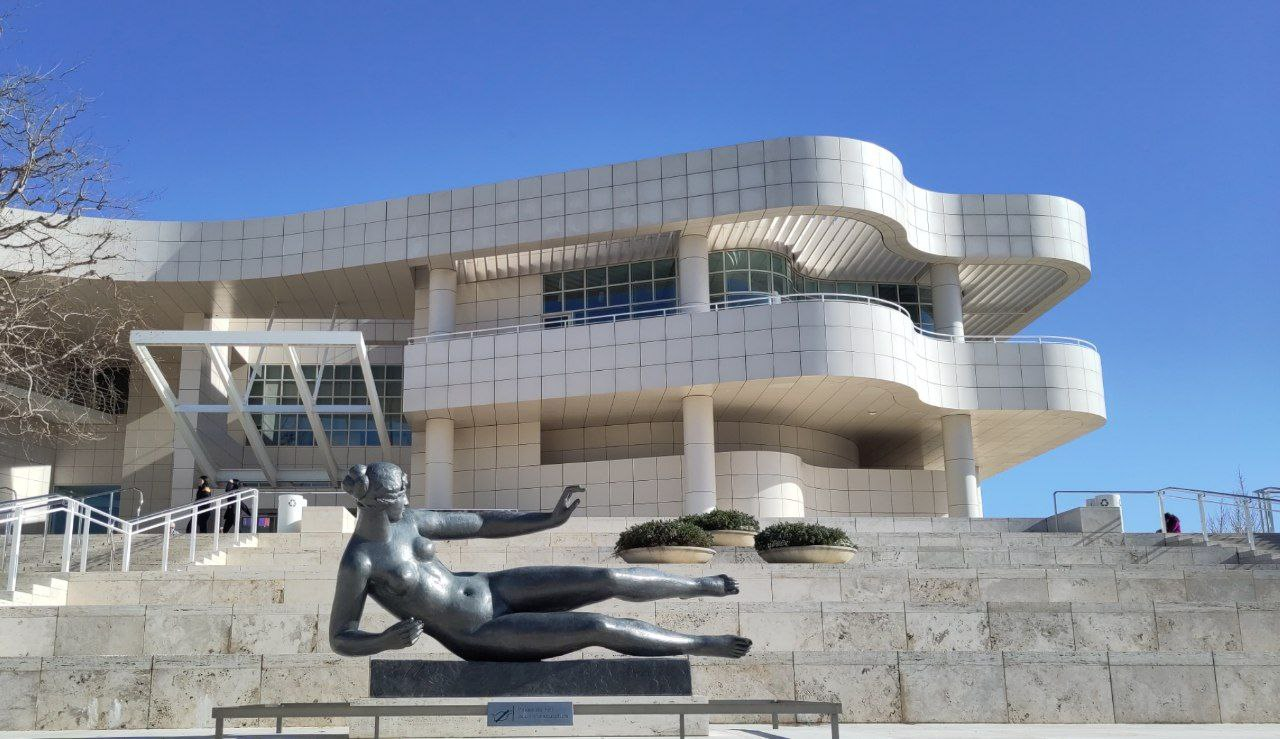
Una de les peces de l'escultura en plom,[2] exposada a l'entrada del museu Museu J. Paul Getty de Los Angeles (Califòrnia).